# Parafia św. Andrzeja Boboli w Sulechówku
Parafia pw. św. Andrzeja Boboli w Sulechówku - parafia należąca do dekanatu Sławno, diecezji koszalińsko-kołobrzeskiej, metropolii szczecińsko-kamieńskiej. Została utworzona 22 lutego 1959. 

## Kościół parafialny
Kościół pw. św. Andrzeja Boboli w Sulechówku
Kościół parafialny został zbudowany w 1799 roku w stylu gotyckim, poświęcony w 1946 roku.

## Kościoły filialne i kaplice
- Kościół pw. Wniebowzięcia Najświętszej Maryi Panny w Niemicy
- Kościół Matki Boskiej Różańcowej w Sierakowie Sławieńskim